# Premio del cittadino europeo
Il premio del cittadino europeo, istituito nel 2009 dal Parlamento europeo, intende ricompensare il senso civico. Questo è uno dei quattro premi promossi dal Parlamento europeo insieme al Premio Sakharov per la libertà di pensiero, il Premio europeo Carlo Magno per la gioventù e il Premio LUX.

## Descrizione
Il regolamento del Premio del cittadino europeo fu pubblicato il 1º febbraio del 2006. La versione originale fu poi modificata il 26 febbraio 2013, il 14 dicembre 2015, il 21 novembre 2016 e il 10 febbraio 2020. Attualmente l'articolo 2 del regolamento specifica che: "Il Premio viene assegnato a cittadini, gruppi, associazioni o organizzazioni per progetti da essi realizzati e grazie ai quali hanno conseguito risultati eccezionali e/o si sono distinti per l'impegno nei seguenti settori:
- attività che promuovono una migliore comprensione reciproca e una maggiore integrazione tra le popolazioni degli Stati membri o che agevolano la cooperazione transfrontaliera o transnazionale dell'Unione europea;
- attività che comportano una cooperazione culturale transfrontaliera o transnazionale a lungo termine che contribuisce a rafforzare lo spirito europeo;
- progetti connessi all'Anno europeo in corso;
- attività che traducono in pratica i valori sanciti nella Carta dei diritti fondamentali dell'Unione europea."[2]

## Procedura
Ciascun deputato al Parlamento europeo ha facoltà di presentare una candidatura all'anno. Le candidature possono essere presentate anche da cittadini europei, o gruppi, associazioni o organizzazioni dotati di personalità giuridica e registrati in uno Stato membro. L'articolo 6 del regolamento prevede che: "Nel caso di gruppi e di progetti transfrontalieri, la designazione o la candidatura dovrebbe essere esaminata dalla giuria nazionale dello Stato membro in cui è stata realizzata, in termini di bilancio, la maggior parte delle attività."
Saranno costituite giurie nazionali incaricate di selezionare cinque potenziali vincitori dei rispettivi Stati membri di appartenenza. La Cancelleria, autorità incaricata dell'attribuzione del premio, sceglierà poi fino a un massimo di 50 vincitori dai 27 Stati membri, tenendo conto dei principi della distribuzione geografica e della parità di genere. 
Il riconoscimento si presenta sotto forma di una medaglia per i singoli individui e di una targa per le onorificenze collettive. Non sono previsti compensi di alcun tipo.
Il premio è annuale. Le cerimonie di assegnazione nazionale hanno luogo nello Stato membro di origine del vincitore e saranno seguite da un evento centrale a Bruxelles o Strasburgo nel mese di ottobre.

## Vincitori
Dal momento che ogni anno il premio può essere assegnato fino a un massimo di 50 vincitori, l'elenco esaustivo è lungo. 
Nel 2008, è stato attribuito a 38 persone o associazioni, tra cui l'UNPO, Paquita Sauquillo e Luigi Ciotti. 
Nel 2010 a 30, tra cui Carlo Petrini e Fondazione Banco Alimentare. 
Nel 2012 a 37, tra cui Biagio Conte e Les Jeunes Européens-France.
Nel 2013 a 43, tra cui Associazione "Avvocato di strada".
Nel 2014 a 47, tra cui Anna Wolff-Powęska, Alojz Rebula, Andrei Pleșu, Libera. Associazioni, nomi e numeri contro le mafie e Societat Civil Catalana.
Nel 2015 a 47, tra cui Antoine Deltour, Medici con l'Africa Cuamm.
Nel 2016 a 50, tra cui Iordan Bărbulescu, Citizens UK, l'Opera per la Gioventù "Giorgio La Pira" e Proactiva Open Arms.
Nel 2017 a 49, tra cui Pulse of Europe, Gino Rigoldi.
Nel 2018 a 50, tra cui Pierre Maurice, Centre mondial de la paix, Don Virginio Colmegna.
Nel 2023 a 38, tra cui Pizza Aut, e il Premio DonnAmbiente promosso da 5 Terre Academy.